# Kamilla Rakhimova
Kamilla Stanislavovna Rakhimova (russo: Камилла Станиславовна Рахимова, IPA: [kɐˈmʲiɫə rɐˈxʲiməvə]; nascida em 28 de agosto de 2001) é uma tenista profissional russa de ascendência tártara. 
Rakhimova tem o melhor ranking WTA de sua carreira, ficando em 65º lugar no mundo em simples, alcançado em 12 de junho de 2023, e em 65º lugar em duplas, alcançado em 6 de junho de 2022. Até o momento, ela ganhou dois títulos de duplas no WTA Tour além de dois títulos de duplas no WTA Challenger Tour e oito títulos de simples e dez de duplas no Circuito Feminino da ITF.

## Carreira

### 2019–2020: WTA e grandes estreias
Rakhimova fez sua estreia no WTA Tour no Baltic Open de 2019, para o qual recebeu um "wild card" para a chave principal, mas perdeu para a "wild card" letã Diāna Marcinkēviča. Ela fez sua estreia na chave principal de um Grand Slam vinda da qualificatória no Aberto da França de 2020 e derrotou Shelby Rogers na primeira rodada e perdeu para Maria Sakkari na segunda.

### 2021: Terceira rodada de simples do US Open, dois títulos de duplas e top 100 em duplas
Apesar de perder para a 11ª cabeça de chave Kristýna Plíšková na qualificatória, Rakhimova entrou na chave principal do US Open como uma "lucky loser" depois de derrotar Lizette Cabrera [en] e Usue Maitane Arconada [en] na qualificatória. Ela então derrotou Kristina Mladenovic na primeira rodada, e a 32ª cabeça de chave Ekaterina Alexandrova na segunda, antes de cair para a oitava cabeça de chave Barbora Krejčíková em dois sets. Esta foi sua primeira participação na terceira rodada de um Grand Slam em sua carreira.
Rakhimova conquistou seu segundo título de duplas no Upper Austria Ladies Linz, ao lado de Natela Dzalamidze [en]. Como resultado, ela subiu 26 posições para o top 70 em duplas, em 15 de novembro de 2021.

### 2022–2023: Dois majors e estreia no WTA 1000, top 65 em simples e duplas
Após uma participação na semifinal da Copa Colsanitas de 2022, Rakhimova alcançou o top 100 no número 96 do mundo em 11 de abril de 2022.
Rakhimova passou pela qualificatória para o Aberto de Monterrey de 2023 e derrotou a sexta cabeça de chave Kateřina Siniaková. Como resultado, ela subiu para a posição 89 do mundo em 6 de março de 2023. Ela chegou às semifinais consecutivas na Copa Colsanitas naquele ano.
Rakhimova fez sua estreia no nível WTA 1000 no Aberto da Itália de 2023 como uma "lucky loser". Ela também fez sua estreia no Aberto da França e alcançou a segunda terceira rodada de Major, mas perdeu para Aryna Sabalenka em sets diretos. Apesar do resultado, ela subiu para o número 65 do mundo em 12 de junho de 2023. Rakhimova também fez sua estreia no Torneio de Wimbledon.
No US Open, Rakhimova chegou também à terceira rodada, desta vez em duplas, ao lado de Elina Avanesyan como dupla alternativa, derrotando a décima dupla cabeça de chave de Jelena Ostapenko e Lyudmyla Kichenok.

### 2024
No giro australiano, Rakhimova teve um início fraco. Ficou na segunda rodada em Canberra, na primeira da qualificatória em Adelaide e na segunda do Australian Open. O desempenho não melhorou na Tailândia, no Qatar e em Emirados Árabes. No giro americano em quadras duras, manteve a baixa parformance no Texas, em Indian Wells em Charleston e em Miami.
Rakhimova deu início à temporada em quadras de saibro pela Copa Colsanitas, chegando pela terceira vez consecutiva até às semifinais, onde perdeu para Marie Bouzková em sets diretos porém equilibrados. Tentou o Aberto de Madri mas ficou na primeira rodada da qualificatória. No Catalonia Open, perdeu na primeira rodada para Arantxa Rus em sets diretos. No Parma Ladies Open, ela chegou até as quartas de final, onde perdeu para Mayar Sherif em sets diretos. Em maio, no Aberto de Marrocos, em Rabat, depois de derrotar Taylor Townsend, e a vinda da qualificatória, Camilla Rosatello [en], ambos os jogos com a desistência das adversárias no início das partidas devido a contusões, e a cabeça de chave N° 7, Elisabetta Cocciaretto, em sets diretos e equilibrados, chegou à semifinal, que perdeu para Mayar Sherif em contundentes sets diretos. No Aberto da França, perdeu na primeira rodada para Anastasia Potapova em sets diretos.